# 丽蝇虫疠霉
丽蝇虫疠霉（学名：Pandora calliphorae）是属于虫霉目虫霉科虫疠霉属的一种真菌，寄生在花蝇上。该种分布于中国、法国。